# What Next? (ópera)
What Next? es una ópera con música de Elliott Carter y libreto en inglés de Paul Griffiths. La compuso en 1997-8 por encargo de la Staatsoper Unter den Linden en Berlín, donde se estrenó el 16 de septiembre de 1999 en una producción plenamente escenificada dirigida por Daniel Barenboim. El estreno en los Estados Unidos se produjo en julio de 2006 en el Festival de música de Tanglewood con dirección de James Levine.
En las estadísticas de Operabase aparece con solo dos representaciones en el período 2005-2010, siendo la más representada de Elliott Carter.

## Personajes
| Personaje        | Tesitura  | Reparto del estreno, 16 de septiembre de 1999 (Director: Daniel Barenboim) |
| ---------------- | --------- | -------------------------------------------------------------------------- |
| Mama             | soprano   | Lynne Dawson                                                               |
| Stella           | contralto | Hilary Summers                                                             |
| 'Harry or Larry' | barítono  | Hanno Müller-Brachmann                                                     |
| Rose             | soprano   | Simone Nold                                                                |
| Zen              | tenor     | William Joyner                                                             |
| Kid              | niño alto |                                                                            |

## Argumento
La historia implica a seis personajes que, aunque físicamente resultaron ilesos, se ven implicados en un accidente de tráfico.

## Grabaciones
Elliott Carter: What Next?  - Orquesta de Cámara de los Países Bajos.
- Director: Peter Eötvös
- Cantantes principales: Valdine Anderson, Sarah Leonard, Hilary Summers, William Joyner, Dean Elzinga, Emauel Hoogeveen.
- Sello discográfico: ECM 1817 (CD)